# Хасаинов, Марк Жанович
Марк Жанович Хасаинов (2 февраля 1960 год, Вышний Волочёк, Калининская область, РСФСР — 1 апреля 2017, Вышний Волочёк, Тверская область, Российская Федерация) — российский государственный деятель, председатель Законодательного Собрания Тверской области (2001—2005).

## Биография
С отличием окончил Московский областной институт физической культуры. В 2000 г. защитил диссертацию и имеет ученую степень кандидата педагогических наук, в 2003 г. присвоено ученое звание доцента по кафедре педагогики и психологии.
Трудовую биографию начал слесарем на Вышневолоцком механическом заводе. С 1984 по 1988 г. работал в учебных заведениях города Вышнего Волочка. Был руководителем физвоспитания СПТУ-21, учителем физкультуры в средней школе № 3, тренером ДСО «Спартак» по легкой атлетике. В 1988 г. создал кооператив «Строитель» и стал его коммерческим директором. В 1992 г. основал фирму «Орбита-сервис».
В 1994 г. был избран депутатом представительного органа г. Вышнего Волочка — Совета города. В январе 1996 г. назначен главой администрации города Вышнего Волочка, а в октябре 1996 г. на первых в истории прямых выборах городского самоуправления был избран мэром г. Вышнего Волочка, переизбран в октябре 2000 г.
Избирался депутатом Законодательного Собрания Тверской области, в 2001—2005 гг. — председатель Законодательного Собрания Тверской области.
В 2005—2009 гг. в третий раз занимал должность мэра города Вышний Волочёк.
Входил в состав Совета законодателей при Совете Федерации ФС РФ, а также Консультативного совета при Полномочном представителе Президента в ЦФО.
Являлся президентом футбольного клуба «Волочанин-Ратмир», представляющего Тверскую область в первенстве России по футболу среди профессиональных клубов.

## Награды и звания
Награждён орденом Благоверного Князя Даниила Московского Русской Православной Церкви.
В 2002 г. ему присвоено звание Почетный гражданин города Вышний Волочёк.